# Coupe de France 2021/22

CdF-Wettbewerbslogo

Der Wettbewerb um die Coupe de France in der Saison 2021/22 war die 105. Ausspielung des französischen Fußballpokals für Männermannschaften. Im Vorjahr war der Austragungsmodus aufgrund der pandemischen Situation abgeändert worden; in dieser Saison ist man zum zuvor üblichen Reglement zurückgekehrt. Mit 7.505 teilnehmenden Vereinen hat sich die Meldezahl gegenüber den vorangegangenen Spielzeiten leicht erhöht, lag aber um rund 150 unter dem Allzeitrekord aus der Saison 2012/13. Titelverteidiger war der Paris Saint-Germain FC, der diesmal allerdings bereits im Achtelfinale ausschied. Dafür erreichte der FC Nantes nach mehr als 20 Jahren wieder einmal das Endspiel – insgesamt zum neunten Mal – und sicherte sich darin seine vierte Coupe de France; der letzte Erfolg von Finalgegner OGC Nizza liegt mittlerweile schon ein Vierteljahrhundert zurück.
Während die Dritt- und die Zweitligavereine ebenso wie die Teilnehmer aus den französischen überseeischen Gebieten bereits in den von den regionalen Untergliederungen des Landesverbands Fédération Française de Football (FFF) organisierten Qualifikationsrunden in den Wettbewerb eingreifen mussten – die Drittligisten in der 5., die beiden letztgenannten Gruppen in der 7. Runde –, begann für die Erstligisten – und gegebenenfalls einen unterklassigen Titelverteidiger – der Wettbewerb erst mit dem Zweiunddreißigstelfinale (Beginn des Hauptwettbewerbs). Nur in dieser Runde wurden die dafür qualifizierten 64 Vereine landesweit in vier regionale Lostöpfe à 16 Mannschaften aufgeteilt, worin jeweils annähernd gleich viele Teams gleicher Ligazugehörigkeit vertreten waren. Ab dem Sechzehntelfinale fiel auch diese Vorsortierung weg und der Wettbewerb wurde ausschließlich nach dem klassischen Pokalmodus ausgetragen: Spielpaarungen wurden ohne Setzlisten aus sämtlichen noch im Wettbewerb befindlichen Klubs ausgelost und jeweils lediglich ein Spiel ausgetragen, an dessen Ende ein Sieger feststehen musste (und sei es durch Verlängerung und Elfmeterschießen), der sich für die nächste Runde qualifizierte, während der Verlierer ausschied. Bis einschließlich dem Halbfinale wurde allerdings auf eine Verlängerung verzichtet, falls es am Ende der regulären Spielzeit unentschieden stand, und der Gewinner sofort durch ein Elfmeterschießen ermittelt. Auch das Heimrecht wurde für jede Begegnung durch das Los ermittelt, allerdings mit der Einschränkung, dass Klubs, die gegen eine mindestens zwei Ligastufen höher spielende Elf anzutreten hatten, automatisch Heimrecht bekamen.
Die unterklassigen Vereine kämpften zudem wiederum um den mit Geldpreisen verbundenen Titel als erfolgreichster Außenseiter. Dieser derzeit hauptsächlich von der Handelskette Intermarché gesponserte Nebenwettbewerb trägt die offizielle Bezeichnung Classement des Petits Poucets (auf Deutsch: „Däumlingswertung“). Aus dem französischen Kernland hatten zwei Sechst- (Entente Reims Sainte-Anne, FC Vénissieux) sowie drei Siebtligisten (AS Panazol, FC Montauban, JS Chemin-Bas d’Avignon Nîmes) das Zweiunddreißigstelfinale erreicht; dazu kamen zwei Mannschaften aus Übersee (AS Jumeaux Mzouazia aus Mayotte, FC Saint-Denis aus La Réunion). Nachdem diese allesamt ausgeschieden waren, stammten die klassentiefsten Teilnehmer im Sechzehntelfinale aus der fünften Liga, darunter mit der AS Cannes auch ein ehemaliger Pokalsieger, wobei deren Titelgewinn allerdings bereits 90 Jahre zurücklag. Im Achtelfinale waren lediglich noch zwei viertklassige Amateurklubs vertreten, die sich darin beide durchsetzten und in der Runde der letzten Acht aufeinander trafen – mit dem Ergebnis, dass der FC Versailles das Halbfinale erreichte.
Das Endspiel fand am 7. Mai 2022 im Stade de France statt.

## Zweiunddreißigstelfinale
Spiele am 16.–19. Dezember 2021. L1, L2 bzw. D3 stehen für die Zugehörigkeit zur ersten bis dritten Liga, N2 bzw. N3 für die beiden landesweiten Amateurligen, R1 bzw. DH („Régional 1“) für die sechste, R2 für die siebte Ligenstufe.
Ergebnisse: i. E. = im Elfmeterschießen.
| - Stade Rennes (L1) – FC Lorient (L1) 1:0 - FC Sochaux (L2) – FC Nantes (L1) 0:0, 4:5 i. E. - OSC Lille (L1) – AJ Auxerre (L2) 3:1 - Red Star FC (D3) – AS Monaco (L1) 0:2 - SO Cholet (D3) – OGC Nizza (L1) 0:1 - FC Bergerac (N2) – FC Metz (L1) 0:0, 5:4 i. E. - Stade Poitiers (N3) – Racing Lens (L1) 0:1 - EA Guingamp (L2) – SC Amiens (L2) 2:3 - FC Toulouse (L2) – Olympique Nîmes (L2) 4:1 - AS Cannes (N3) – Dijon FCO (L2) 1:1, 3:2 i. E. - US Créteil (D3) – FC Vénissieux (R1) (b) 3:0 - Wasquehal Football (N3) – OC Vannes (N2) 0:4 - ES Thaon (N3) – AS Beauvais (N2) 3:3, 4:2 i. E. - US Sarre-Union (N3) – FC Versailles (N2) 0:1 - AS Panazol (R2) – AS Vitré (N2) 1:1, 3:4 i. E. - FC Montauban (R2) – La Roche VF (N3) 1:2 | - FC Valenciennes (L2) – Racing Strasbourg (L1) 0:1 - Paris FC (L2) – Olympique Lyon (L1) abgebrochen (a) - ES Troyes AC (L1) – AS Nancy (L2) 1:1, 2:4 i. E. - Lyon-La Duchère (N2) – AS Saint-Étienne (L1) 0:1 - FC Andrézieux-Bouthéon (N2) – HSC Montpellier (L1) 0:1 - ESA Linas-Montlhéry (N3) – SCO Angers (L1) 2:0 - FC Dinan-Léhon (N3) – Stade Brest (L1) (c) 0:0, 12:13 i. E. - Olympique Marseille (L1) – ES Cannet Rocheville (N3) (b) 4:1 - EFC Feignies-Aulnoye (N3) – Paris Saint-Germain FC (L1) (d) 0:3 - Entente Reims Sainte-Anne (R1) – Stade Reims (L1) 0:1 - Girondins Bordeaux (L1) – AS Jumeaux Mzouazia (DH Mayotte) 10:0 - JS Chemin-Bas d’Avignon Nîmes (R2) – Clermont Foot (L1) 0:4 - US Quevilly Rouen (L2) – Stade Laval (D3) 1:1, 4:2 i. E. - Hauts Lyonnais Feurs (N3) – SC Bastia (L2) 1:3 - US Chauvigny (N3) – C’ Chartres Football (N2) 2:1 - Jura Sud Foot (N2) – FC Saint-Denis (DH Réunion) 5:2 |

## Sechzehntelfinale
Spiele am 2.–4. Januar 2022.
| - Racing Lens (L1) – OSC Lille (L1) 2:2, 4:3 i. E. - Stade Brest (L1) – Girondins Bordeaux (L1) 3:0 - SC Bastia (L2) – Clermont Foot (L1) 2:0 - FC Nantes (L1) – AS Vitré (N2) (b) 2:0 - ES Thaon (N3) – Stade Reims (L1) 0:1 - OGC Nizza (L1) kampflos weiter (e) - AS Cannes (N3) – FC Toulouse (L2) 0:1 - FC Versailles (N2) – La Roche VF (N3) 4:0 | - HSC Montpellier (L1) – Racing Strasbourg (L1) 1:0 - US Quevilly Rouen (L2) – AS Monaco (L1) 1:3 - AS Nancy (L2) – Stade Rennes (L1) 1:1, 4:3 i. E. - OC Vannes (N2) – Paris Saint-Germain FC (L1) 0:4 - Jura Sud Foot (N2) – AS Saint-Étienne (L1) (f) 1:4 - US Chauvigny (N3) – Olympique Marseille (L1) (g) 0:3 - ESA Linas-Montlhéry (N3) – SC Amiens (L2) 3:3, 3:4 i. E. - FC Bergerac (N2) – US Créteil (D3) 0:0, 5:4 i. E. |

## Achtelfinale
Spiele am 29.–31. Januar 2022.
| - FC Nantes (L1) – Stade Brest (L1) 2:0 - Racing Lens (L1) – AS Monaco (L1) 2:4 - AS Nancy (L2) – SC Amiens (L2) 0:2 - FC Toulouse (L2) – FC Versailles (N2) (b) 0:1 | - Olympique Marseille (L1) – HSC Montpellier (L1) 1:1, 5:4 i. E. - Paris Saint-Germain FC (L1) – OGC Nizza (L1) 0:0, 5:6 i. E. - Stade Reims (L1) – SC Bastia (L2) 1:1, 3:5 i. E. - FC Bergerac (N2) – AS Saint-Étienne (L1) (h) 1:0 |

## Viertelfinale
Spiele am 8. bis 10. Februar 2022.
| - FC Nantes (L1) – SC Bastia (L2) 2:0 - AS Monaco (L1) – SC Amiens (L2) 2:0 | - OGC Nizza (L1) – Olympique Marseille (L1) 4:1 - FC Bergerac (N2) – FC Versailles (N2) (h) 1:1, 4:5 i. E. |

## Halbfinale
Spiele am 1./2. März 2022.
| - FC Nantes (L1) – AS Monaco (L1) 2:2, 4:2 i. E. | - OGC Nizza (L1) – FC Versailles (N2) (b) 2:0 |

## Finale
Spiel am 7. Mai 2022 im Stade de France
- FC Nantes – OGC Nizza 1:0 (0:0)

### Aufstellungen
Nantes: Alban Lafont – Nicolas Pallois, Andrei Girotto, Jean-Charles Castelletto – Quentin Merlin, Pedro Chirivella (Wylan Cyprien, 72.), Samuel Moutoussamy, Ludovic Blas , Marcus Coco (Fábio, 83.) – Moses Simon (Osman Bukari, 73.), Randal Kolo Muani 
Trainer: Antoine Kombouaré
Nizza: Marcin Bułka – Jordan Lotomba, Jean-Clair Todibo, Dante , Melvin Bard (Evann Guessand 86.) – Hichem Boudaoui (Justin Kluivert, 57.), Pablo Rosario (Mario Lemina, 63.), Khéphren Thuram – Kasper Dolberg (Billal Brahimi, 63.), Andy Delort
Trainer: Christophe Galtier
Schiedsrichterin: Stéphanie Frappart

### Tore
1:0 Blas (47., Handelfmeter)

## Belege und Anmerkungen
1. ↑  Schlüsselzahlen des Wettbewerbs bei fff.fr
2. ↑  Zweitligist Chamois Niort wurde für diese Saison allerdings von der Teilnahme am Pokal ausgeschlossen, zudem mit einer Geldstrafe in Höhe von 250.000 € belegt, weil der Verein 2020 anlässlich einer Veränderung in der Zusammensetzung seiner Aktionäre die Melde- und Genehmigungsregeln des Verbandes nicht eingehalten hatte – siehe den Artikel „Niort durch die DNCG vom Pokalwettbewerb 2021/22 ausgeschlossen“ vom 9. September 2020 bei lequipe.fr.
3. ↑  Beschluss der FFF-Bundesversammlung vom April 2011
4. ↑  Terminänderung bei fff.fr
5. ↑  Artikel vom 22. November 2021 bei sportschau.de zum Spielabbruch in der Liga und vom 18. Dezember 2021 bei sport1.de zu Aulas’ Entscheidung nach dem Pokalmatch.
6. ↑  Entscheidungen der Disziplinarkommission vom 27. Dezember 2021 bei fff.fr